# Droits de l'homme au Tadjikistan
Le respect des droits de l'homme au Tadjikistan, un pays d'Asie centrale, est devenu un sujet de préoccupation internationale. L'accès aux droits humains fondamentaux pour les habitants est limité, la corruption au sein du gouvernement (en) et les violations systématiques des droits humains des citoyens ralentissant les progrès des réformes démocratiques et sociales dans le pays.
Selon un rapport du Département d'État américain sur les droits de l'homme au Tadjikistan, les citoyens se voient refuser bon nombre de leurs droits et ont une capacité limitée à changer le système de gouvernement. Le rapport constate que cela est particulièrement vrai dans le cas des prisonniers, dont l'accès aux droits humains fondamentaux était insuffisant : des cas de torture, menaces et mauvais traitements infligés aux détenus par les forces de sécurité tadjiks ont été signalés, en partie à cause de leur capacité à agir en toute impunité. Le déni du droit à un procès équitable pour les accusés est un autre problème qui peut souvent contribuer à des conditions de détention difficiles et potentiellement mortelles ainsi qu'au blocage de l'accès international aux prisons du pays. La détention provisoire est généralement plus longue que nécessaire et les procédures judiciaires sont contrôlées par le parquet. Les prisons sont surpeuplées et la récurrence de cas de tuberculose et de malnutrition est élevée parmi les détenus.
D'autres restrictions incluent des restrictions sur les médias, la liberté d'expression, la liberté d'association, la liberté de culte et des restrictions envers l'opposition politique. Des difficultés d'enregistrement et d'obtention de visa, des violences et des discriminations à l'égard des femmes et du travail d'enfants ont également été signalés. Le Tadjikistan serait également à la fois une source et un point de transit pour de la traite d'êtres humains.

## Intimidation et assassinats de journalistes
Il a été rapporté qu'entre 1990 et 2000 des dizaines de journalistes ont été tués ou ont disparu (en) dans des circonstances mystérieuses au Tadjikistan. En 2003, le gouvernement a bloqué l'accès au seul site Internet géré par l'opposition politique. Parallèlement à la multiplication des attaques contre les journalistes, les élections législatives de 2005 (en) ont entraîné une multiplication des fermetures de journaux indépendants et d'opposition. En juin 2014, YouTube a été partiellement bloqué par le gouvernement dans le pays.

## Loi sur le changement de nom
Selon le journaliste Ilan Greenberg, dans un article du New York Times en 2007, le président du Tadjikistan Emomalii Rahmon a déclaré que la terminaison slave « ov » devait être supprimée pour tous les bébés nés de parents tadjiks . Cette politique fait suite à des mesures précédentes visant à éliminer les vestiges de l’influence russe sur le pays. Face à cette mesure, certains Tadjiks ont exprimé leur confusion ou leur opposition face au refus unilatéral du choix du nom de leur enfant.

## Liberté de culte
Certaines pratiques de groupes religieux ont été entravés par l'obligation d'enregistrement auprès du Comité d'État des affaires religieuses. Le pèlerinage islamique est restreint et des groupes religieux tels que les Témoins de Jéhovah ont subi des persécutions occasionnelles : depuis le 22 octobre 2007, les Témoins de Jéhovah ont vu leurs pratiques interdites par le gouvernement.

## Allégations de violences systématiques contre les conscrits militaires
En juin 2014 , l'ONG Global Voices a rapporté une pratique systématique de la violence contre les conscrits militaires (appelés dedovshina ). L'ONG avait prise conscience du problèmes à la suite d'une augmentation des cas d'homicides involontaires et de suicides dans l'armée tadjike et de la mort le 17 avril 2014, de Akmal Davlatov, qui a été battu à mort par son sergent suppléant,. L'enlèvement de recrues serait également une pratique courante au Tadjikistan et des victimes auraient parfois été filmés pendant leurs propres enlèvements.

## Violations des droits de l'homme
Au Tadjikistan, les violations des droits de l'homme sont récurrentes envers la population en raison du refus de ces droits de la part du gouvernement. Ces droits comprennent les droits religieux, les droits des femmes, les droits des journalistes, les droits politiques et bien d'autres encore; Ceux-ci ont été établis non seulement par les Nations Unies mais aussi par la constitution du Tadjikistan. Peu de temps après son indépendance de l'Union soviétique en 1991, le Tadjikistan a adopté une constitution. La constitution actuelle a été adoptée en 1994. Le chapitre 2, articles 14 à 47 de la Constitution de la République du Tadjikistan, est intitulé « Droits, libertés et devoirs fondamentaux des individus et des citoyens ». Ce chapitre de la constitution énonce des droits fondamentaux du peuple tadjik, tels que le droit à la vie et à la protection judiciaire. Il y a eu de nombreux cas où le gouvernement du Tadjikistan n'a pas respecté cette constitution.
En 2013, le gouvernement tadjik a adopté une loi stipulant que la torture en détention était considérée comme illégale. Pourtant, un rapport de l'ONU montre que ces actes sont toujours pratiqués. Des hommes ne sont poursuivis pour des abus physiques, mentaux et sexuels contre des femmes. Cela a affecté environ un tiers des femmes vivant au Tadjikistan.
En 2016, les droits humains au Tadjikistan ont été fréquemment bafoués, notamment l'emprisonnement de membres et de dirigeants de partis d'opposition et la persécution d'avocats spécialisés dans les droits humains. La modification de la constitution par le président Emomali Rahmon lui permet désormais de rester au pouvoir dans le pays jusqu'à sa mort. Le gouvernement du Tadjikistan a procédé à plusieurs arrestations de militants dans d'autres pays qui s'opposent aux politiques gouvernementales et à la « corruption ».
Le Tadjikistan continue de se battre contre l'accès et l'application des droits humains. Les taux élevés de chômage, de pauvreté et de criminalité contribuent à ce problème persistant.

## Historique de la situation
Le tableau ci-dessous présente le score en matière de respect des droits de l'homme du Tadjikistan établis par l'ONG Freedom House entre 2023 et 2018.
| Année | Droits politique     | Droits politique                                    | Droits politique         | Libertés civiles                  | Libertés civiles                     | Libertés civiles | Libertés civiles                  | Score    | Statut    | Référence |
|       | Processus éléctorale | Pluralisme politique et participation aux élections | Fonctionnement de l'état | Libertés d'expression et de culte | Libertés de réunion et d'association | Etat de droit    | Autonomie et liberté individuelle |          |           |           |
| ----- | -------------------- | --------------------------------------------------- | ------------------------ | --------------------------------- | ------------------------------------ | ---------------- | --------------------------------- | -------- | --------- | --------- |
| 2023  | 0 / 12               | 0 / 16                                              | 0 / 12                   | 1 / 16                            | 1 / 12                               | 1 / 16           | 4 / 16                            | 7 / 100  | Non libre | [ 12 ]    |
| 2022  | 0 / 12               | 0 / 16                                              | 0 / 12                   | 1 / 16                            | 2 / 12                               | 1 / 16           | 4 / 16                            | 8 / 100  | Non libre | [ 13 ]    |
| 2021  | 0 / 12               | 0 / 16                                              | 0 / 12                   | 1 / 16                            | 2 / 12                               | 1 / 16           | 4 / 16                            | 8 / 100  | Non libre | [ 14 ]    |
| 2020  | 0 / 12               | 0 / 16                                              | 0 / 12                   | 2 / 16                            | 2 / 12                               | 1 / 16           | 4 / 16                            | 9 / 100  | Non libre | [ 15 ]    |
| 2019  | 0 / 12               | 0 / 16                                              | 0 / 12                   | 2 / 16                            | 2 / 12                               | 1 / 16           | 4 / 16                            | 9 / 100  | Non libre | [ 16 ]    |
| 2018  | 0 / 12               | 0 / 16                                              | 1 / 12                   | 2 / 16                            | 2 / 12                               | 2 / 16           | 4 / 16                            | 11 / 100 | Non libre | [ 17 ]    |